# Géographie du Loiret
Le département du Loiret fait partie avec le Loir-et-Cher et l'Eure-et-Loir de l'ancienne province historique de l'Orléanais. Il est aujourd'hui un des départements de la région Centre-Val de Loire.
Il est limitrophe des départements de l'Essonne, de Seine-et-Marne, de l'Yonne, de la Nièvre, du Cher, de Loir-et-Cher et d'Eure-et-Loir.

## Géologie du Loiret[1],[2]
Le Loiret est un département de plaine d'une altitude moyenne d'environ 100 m. L'altitude maximale est de 273 m et la minimale de 66 m,,. Le sous-sol loirétain est uniquement constitué de roches sédimentaires âgées du Mésozoïque (Crétacé), du Cénozoïque (Paléocène au Pliocène) et du Quaternaire. Le Loiret occupe une partie du Bassin parisien, l'un des trois bassins sédimentaires en France.
Les régions naturelles du Loiret sont largement liées à la nature du sous-sol. Ainsi, le Val de Loire est occupé par les alluvions quaternaires déposées par le fleuve éponyme. Les forêts de Sologne et d'Orléans reposent sur un sous-sol argilo-sableux formé du Miocène au Pliocène (formation des Sables et argiles de Sologne). La Beauce, vaste région agricole, voit affleurer la formation du Calcaire de Beauce (Aquitanien), ainsi que celle des Marnes, calcaires et sables de l'Orléanais (Burdigalien). La formation du Calcaire de Beauce affleure aussi à l'ouest du Gâtinais. La fertilité du grenier de la France est assurée par une mince couche de lœss (jusqu'à 1 m) déposée lors des différentes périodes glaciaires/interglaciaires du Quaternaire. Le Pays Fort et l'est du Gâtinais (aussi connu sous l'appellation "Gâtinais pauvre") sont quant à eux synonymes de roches siliceuses à argilo-siliceuses formées au cours du Paléocène et de l'Eocène, sous l'action de l'altération. Il s'agit de silcrètes et d'argiles à silex développés aux dépens des calcaires crayeux du Crétacé supérieur. Dans la région de Briare, des marnes et des calcaires lacustres se sont formées entre l'Eocène moyen et l'Oligocène. Près de Malesherbes et Augerville-la-Rivière, des formations sableuses d'origine marine et âgées du Rupélien (partiellement silicifiées en grès au cours du Cénozoïque et du Quaternaire) affleurent le long de la vallée de l'Essonne. Il s'agit de la formation des Sables de Fontainebeau. Le Rupélien est aussi la période de dépôt du calcaire lacustre d'Etampes qui affleure à l'ouest de la vallée du Loing. Les vallées du Loing et de l'Ouanne voient affleurer des calcaires crayeux à silex âgés du Crétacé supérieur (Turonien à Campanien). Les roches les plus anciennes du Loiret sont les Sables de la Puisaye (Albien-Cénomanien), le long de la vallée de la Notreure, mais elles affleurent très mal.

Paysages du Loiret :
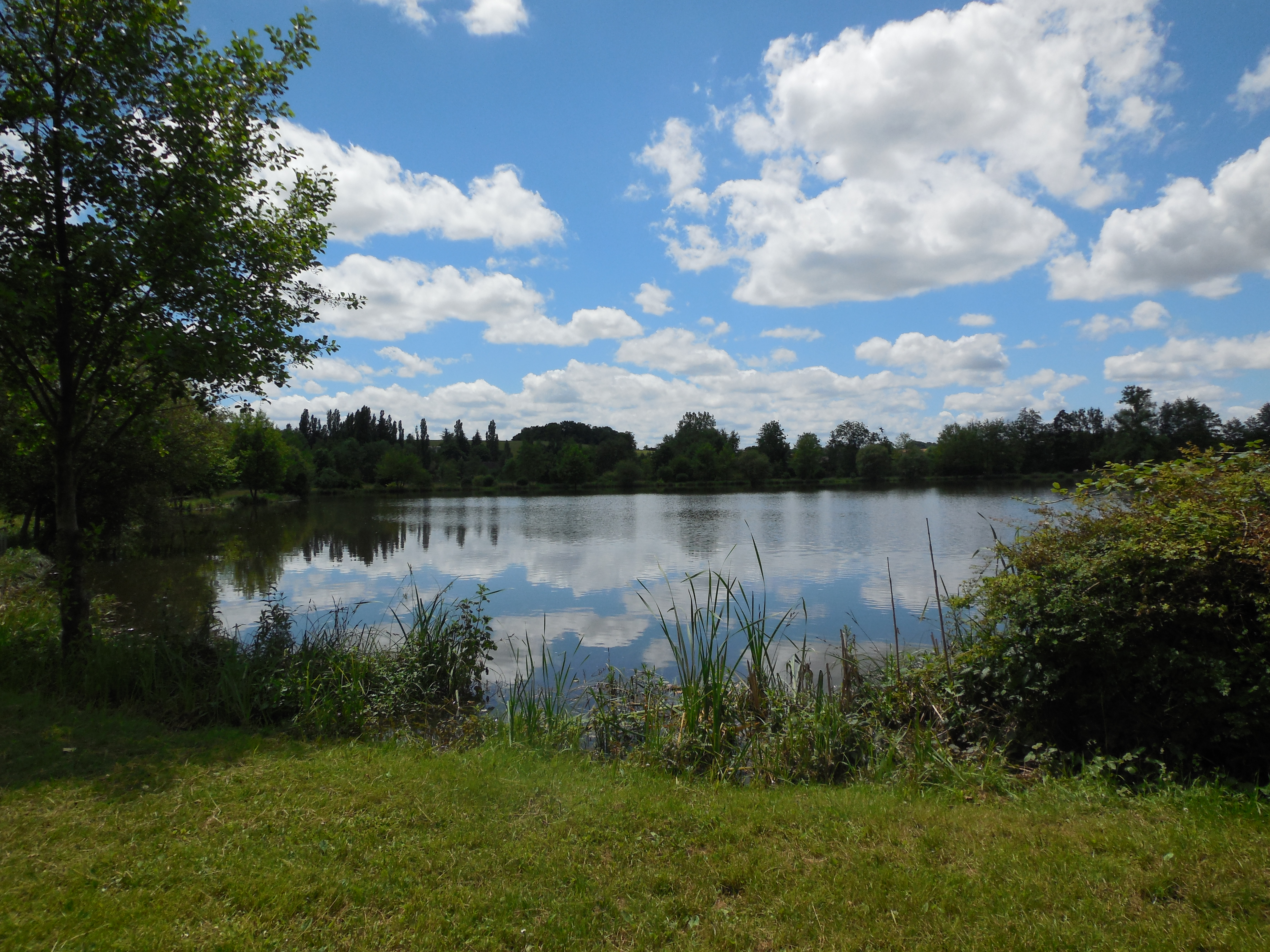
Étang de la Noue Douchy-Montcorbon à l'est.
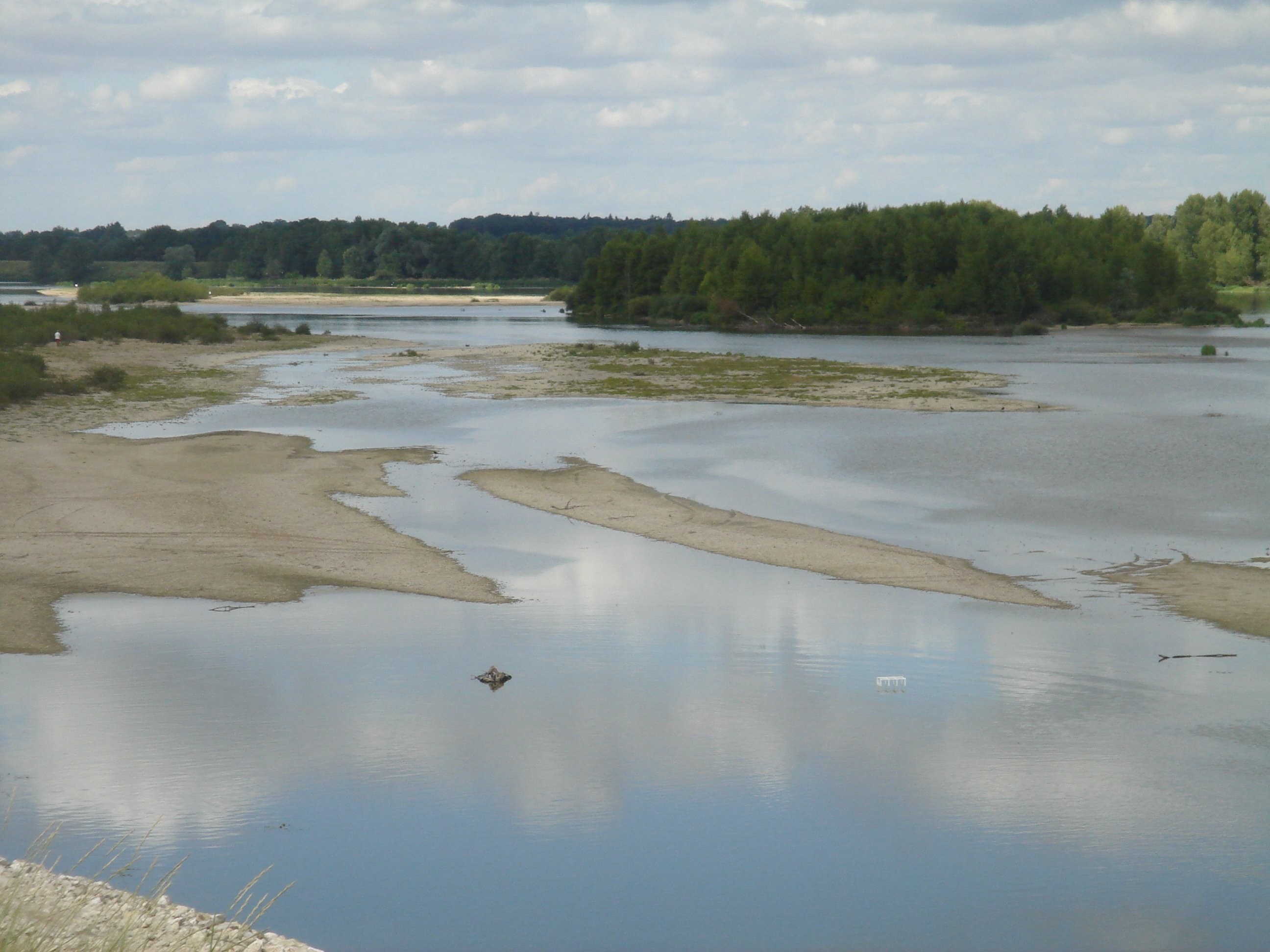
Le Val de Loire au niveau du méandre de Bou, au centre-ouest.
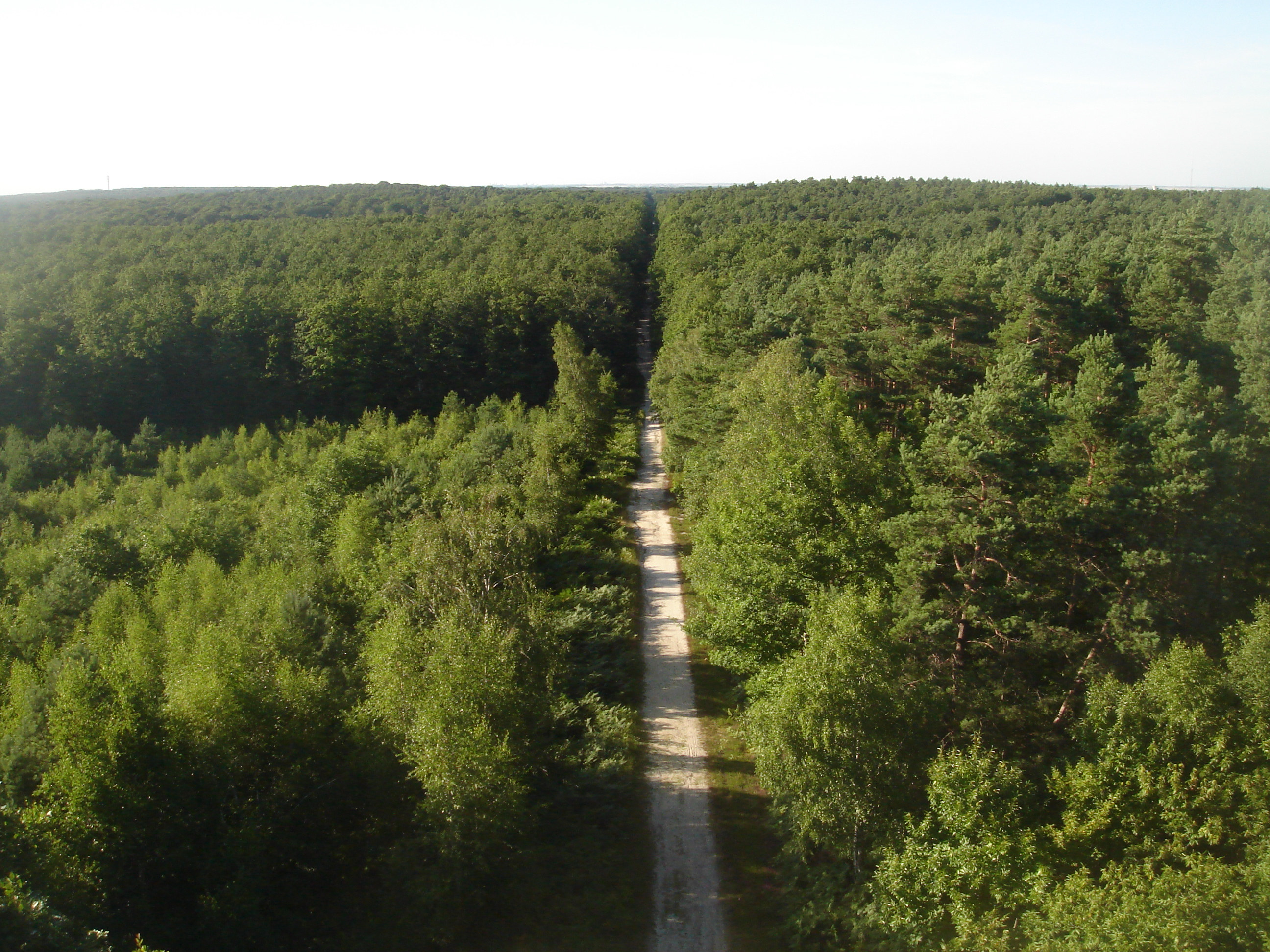
Forêt d'Orléans à Nibelle, au centre-nord.

## Hydrographie

### Eaux superficielles

#### Cours d'eau

Carte du réseau hydrographique du Loiret avec représentation des principaux cours d'eau, des sols urbanisés et de la ligne de partage des bassins versants.

Le Loiret est partagé entre les bassins hydrographiques de la Loire (bassin Loire-Bretagne) et de la Seine (bassin Seine-Normandie). Leurs limites suivent les points hauts des régions naturelles de la Puisaye et de la forêt d'Orléans, à faible distance de la Loire elle-même.
La Loire traverse le Loiret du sud-est vers l'ouest en décrivant une grande courbe et se situe dans le sous-bassin de la Loire moyenne, du bec d'Allier au bec de Vienne à Candes-Saint-Martin (Indre-et-Loire). Elle atteint le point le plus septentrional de son cours à Saint-Jean-de-Braye, dans l'agglomération orléanaise. Les affluents directs de la Loire sont nombreux mais très courts. On trouve en rive droite la Cheuille, l’Ousson, la Trézée, la Bonnée, le Cens, les Mauves et le Lien, et en rive gauche l’Avenelle, l’Ethelin, l’Ocre, la Notreure, l’Aquiaulne, la Sange, le Bec d’Able, le Loiret et l’Ardoux. Le sous-bassin du Beuvron est représenté dans le Loiret par le Cosson et la source du Beuvron, qui ne rejoint la Loire que dans le département de Loir-et-Cher.
Le bassin de la Seine recouvre la région naturelle du Gâtinais et le pourtour nord-est de la forêt d’Orléans, le nord de la Puisaye et l’extrémité est de la Beauce soit près de la moitié du département. On distingue deux sous-bassins, ceux du Loing et de l’Essonne tous deux affluents rive gauche de la Seine.
Le Loing prend sa source dans le département de l'Yonne, en Puisaye, au sud de Saint-Sauveur-en-Puisaye, et traverse le département du Loiret avant de confluer avec la Seine en Seine-et-Marne. Ses affluents sont le Milleron, l’Aveyron, l’Ouanne, la Cléry et le Betz en rive droite, le Vernisson, le Puiseaux, le Solin, la Bezonde et le Fusin en rive gauche.
L’Essonne naît de la réunion, à la limite de la Beauce et du Gâtinais, de deux cours d’eau venus de la forêt d’Orléans, l’Œuf, venant de la Beauce, et la Rimarde, venant de la forêt d'Orléans. Elle coule du sud au nord et rejoint la Seine dans le département de l’Essonne.

#### Canaux
Le canal d'Orléans, le canal latéral à la Loire et le canal de Briare.

## Régions naturelles

Les régions naturelles du Loiret

- le Val de Loire est la dizaine de kilomètres d'alluvions située de part et d'autre de la Loire
- la Beauce située au nord-ouest du fleuve, est un plateau calcaire
- le Gâtinais située à l'est du département, autour de Montargis, est plus vallonné et plutôt calcaire dans sa partie ouest et argileux vers l'est
- le Giennois, au sud-est du département
- la Puisaye se situe entre le Berry et le Gâtinais
- la forêt d'Orléans
- la Sologne, constituant l'essentiel du sud du département, est une vaste forêt marécageuse, longtemps stérile et délaissée
- le Berry à l'extrême sud-est

On note aussi habituellement l'Orléanais comme région regroupant le Val de Loire autour d'Orléans, ainsi que la forêt d'Orléans.

## Accès et transports

Carte détaillée du département de la Loiret avec ses réseaux routier et hydrologique principaux

### Réseau routier
Le réseau routier se compose de 268 km d'autoroutes (A6, A10, A19, A71, A77), de 3 631 km de routes départementales (ou nationales transférées : N 20, N 60, N 152, N 157, N 7) et de 7 196 km de voies communales.

### Réseau ferroviaire
Le réseau ferroviaire est composé de 513 km d'infrastructures.

## Aires et unité urbaines
Le Loiret est composé de cinq aires urbaines centrées autour des villes suivantes :
- Orléans : 90 communes dont 2 dans le département d'Eure-et-Loir ;
- Pithiviers : 11 communes ;
- Gien : 8 communes ;
- Montargis : 8 communes ;
- Sully-sur-Loire.

Le département comprend également 29 unités urbaines.

## Climat
Le climat du Loiret est tempéré de type océanique dégradé se caractérisant par des hivers doux et pluvieux, et des étés frais et relativement humides.